# Kérity, la maison des contes
Pour les articles homonymes, voir Kérity.
 (novembre 2021).
Pour plus de détails, voir Fiche technique et Distribution.
Kérity, la maison des contes est un film d'animation franco-italien réalisé par Dominique Monféry, sorti en 2009. Coproduit par Alphanim, La Fabrique et Lanterna Magica, le film est adapté d'une histoire d'Anik Leray, qui a coécrit le scénario avec Alexandre Révérend. Rebecca Dautremer a participé à sa conception graphique originale. Ce film a reçu la mention spéciale du jury lors du Festival international du film d'animation d'Annecy 2010. La musique a été composée par Christophe Heral.

## Synopsis
L'histoire se passe à Kérity, où le jeune Natanaël, 7 ans, emménage avec ses parents et sa grande sœur Angelica dans l'ancienne maison de leur tante Éléonore, récemment décédée. Chacun des deux enfants reçoit d'elle un héritage : Angelica obtient une poupée, tandis que Natanaël est le légataire de la bibliothèque où se cachent les nombreux livres dont il chérit tant les histoires que sa tante lui lisait. Mais Natanaël ne sait toujours pas lire. Il se trouve que ces livres ne sont pas de simples livres et qu'ils renferment un secret...

## Fiche technique
- Titre : Kérity, la maison des contes
- Réalisation : Dominique Monféry
- Scénario : Anik Leray et Alexandre Révérend, d'après une histoire d'Anik Leray
- Musique : Christophe Heral
- Montage : Cédric Chauveau
- Direction artistique et conception des décors : Rebecca Dautremer et Richard Despres
- Sociétés de production : Alphanim, La Fabrique et Lanterna Magica, en association avec Cofinova 5
- Pays d'origine :  France et  Italie
- Langue originale : français
- Format : couleur - noir et blanc - 35 mm - 1,85:1 - Dolby Digital
- Durée : 80 minutes
- Dates de sortie :
  - Italie : 22 octobre 2009 (Festival de Rome)
  - France : 16 décembre 2009
  - Belgique : 16 décembre 2009

## Distribution
- Arthur Dubois : Natanaël
- Peppino Capotondi : Barbe Bleue, Baloo, les Nains
- Yves Degen : le Capitaine Crochet
- Lorànt Deutsch : le Lapin Blanc
- Aarica Dubois : le Petit Chaperon Rouge
- Alayin Dubois : la Petite Fille aux Allumettes
- Nicolas Dubois : le Chevalier
- Stéphane Flamand : Angelica
- Gauthier de Fauconval : Peter Pan
- Julie Gayet : la Mère
- Chilly Gonzales : l'Ogre
- Pablo Hertsens : un Nain
- Nathalie Hugo : Cendrillon
- Jeanne Moreau : Tante Éléonore
- Mathieu Moreau : le Chat Botté
- Françoise Oriane : Mme Aubrey
- Denis Podalydès : le Père
- Pierre Richard : Adrien
- Liliane Rovère : la Fée Carabosse
- Prunelle Rulens : Alice
- Béatrice Wegniez : Raiponce
- Mélanie Dermont
- Antoine Tomé : Voix supplémentaires

## Distinction
- Festival international du film d'animation d'Annecy 2010 : Mention spéciale